# ГЕС Уста
ГЕС Уста - гідроелектростанція у південній частині Норвегії, за 140 км на північний захід від Осло. Знаходячись між ГЕС Ustekveikja (37 МВт) та ГЕС Ørteren (10 МВт) з однієї сторони і ГЕС Нес з іншої, входить до складу однієї з двох верхніх гілок каскаду на річково-озерному ланцюжку Hallingdalsvassdraget, основну ланку якого складає річка Hallingdalselva, котра впадає праворуч у Драмменсельву (дренується до Drammensfjorden – затоки Осло-фіорду).
Найвищий рівень в системі водосховищ, де накопичують ресурс для станції Уста, займає Фінсеватн, яке має припустиме коливання рівня поверхні в діапазоні від 1212 до 1215 метрів НРМ та корисний об’єм 9,2 млн м3. Фінсеватн природним шляхом дренується через ланцюжок численних озер та коротких проток до малого сховища Tungevatn (регулюється в діапазоні 2 метрів), звідки вода може прямувати двома шляхами – через коротку річечку Ustekveikja ліворуч до Gryta та далі руслом останньої у північну затоку озера Nygardsvatn, або через дериваційну ГЕС Ustekveikja, відпрацьована якою вода відводиться до західної затоки того ж Nygardsvatn. Останнє перетворене на сховище з коливанням рівня поверхні від 984 до 995 метрів НРМ та корисним об’ємом 27,8 млн м3. Пройшовши Nygardsvatn, Gryta завершується у водосховищі Ustevatn, котре регулюється в діапазоні від 968 до 985 метрів НРМ та є найбільшим в системі з об’ємом 210,7 млн м3. 
Ще однією притокою Ustevatn є Orterani, на якій розташоване водосховище Ørteren з коливанням рівня поверхні між 1134 та 1147 метрів НРМ та об’ємом 72,4 млн м3. Основний ресурс з нього потрапляє до Ustevatn через невелику дериваційну ГЕС Ørteren.
З Ustevatn починається згаданий вище річково-озерний ланцюжок Hallingdalsvassdraget, першою ланкою якого є Ustedola, яка після озера Ustedalsfjorden переходить в Усту, що завершується в озері Strandafjorden (далі дренується Hallingdalselva). Перепад між Ustevatn та Strandafjorden використали для створення ГЕС Уста, для чого через правобережний гірський масив проклали дериваційний тунель довжиною 22 км. Він подає ресурс до машинного залу, обладнаного двома турібнами типу Френсіс потужністю по 90 МВт, які при напорі у 540 метрів забезпечують виробництво 890 млн кВт-год електроенергії на рік.
Неподалік від машинного залу до головного дериваційного тунелю, який прямує у східному напрямку, приєднується прокладений з півдня тунель довжиною 6 км, котрий постачає ресурс зі сточища річки Numedalslagen (завершується у Осло-фіорді далі на захід від Драмменсельви). Тут на річці Rødungselve (впадає ліворуч у Numedalslagen  на ділянці озера Tunhovdfjorden) створили водосховище Rødungen з коливанням рівня поверхні між 944 та 957 метрів НРМ та об’ємом 153,8 млн м3. При цьому завдяки співвідношенню рівня висот можливе транспортування надлишкого ресурсу з Ustevatn до Rødungen за принципом сполучених посудин, з наступною подачею його до машинного залу по мірі потреби.
Відпрацьована вода по відвідному тунелю довжиною біля 1,5 км прямує до озера Strandafjorden (можливо відзначити, що туди ж через ГЕС Hol III потрапляє ресурс з іншої верхньої гілки каскаду у сточищі Hallingdalsvassdraget).
Для видачі продукції напругу піднімають до 300 кВ.